# Mannikeri, Gokak
Mannikeri là một làng thuộc tehsil Gokak, huyện Belgaum, bang Karnataka, Ấn Độ.